# Плоштинка
Плоштинка (словац. Ploštínka) — річка в Словаччині, ліва притока Вагу, протікає в окрузі Ліптовський Мікулаш.
Довжина приблизно 4.5-4.8 км. Витік знаходиться в масиві Ліптовська улоговина (біля гори Каліште); на висоті близько 770 метрів. Протікає територією міста Ліптовський Мікулаш (міська частина Плоштин)..
Впадає у Ваг на висоті приблизно 575 метрів.